# ملعب المسيرة الخضراء
ملعب المسيرة الخضراء، أو المعروف اختصارا بـملعب المسيرة هو ملعب يقع في آسفي في المغرب، هو الاستاد الرسمي لنادي أولمبيك أسفي وتقدر قدرته الاستعابية تقدر بحوالي 15 ألف مقعدا. كان من المنتظر تجهيز الملعب بالعشب الاصطناعي سنة 2011 لكن العملية تم إلغاؤها ليحتفظ الملعب بعشبه الطبيعي.
بني في الاربعينيات من القرن الماضي، خضع في الآونة الأخيرة لبعض الإصلاحات، تم تسميته بهذا الاسم تخليدا لذكرى المسيرة الخضراء التي أمر بانطلاقها العاهل المغربي الراحل الملك الحسن الثاني والتي تم من خلالها استرجاع الأقاليم الجنوبية للمغرب التي كانت تحت الاحتلال الإسباني. يتسع الملعب ل: 20 ألف متفرج وشيده المعمرون الفرنسيون وكانوا يستعملونه كذلك لممارسة رياضة الرغبي. الملعب يعد صغيرا بالنسبة لفريق من حجم أولمبيك أسفي الذي يملك قاعدة جماهيرية عريضة في المدينة.